# أيلوراركتوس
الأيلوراركتوس (تهجى أيضاً بشكلٍ خاطئ أيلواراكتوس) (بالإنجليزية: Ailurarctos)، هو جنسٌ منقرضٌ من الباندا يُصنف ضمن فصيلة الدبيّات. كان يعيش في الصين، وقد انقرض منذ عصر الميوسين المتأخر قبل 8 ملايين سنة.